# José Bívar
José Bívar (Lisboa, 13 de Maio de 1953) é um artista plástico português.

## Biografia
Destacou-se como artista plástico, tendo sido o principal responsável por importantes iniciativas culturais na região, incluindo a cooperativa Lábios Nus, a Bienal de Faro - Arte Contemporânea Algarve / Andaluzia, e a formação da Associação de Artistas Plásticos do Algarve, e dos Amigos da Arte. Em 2010, foi um dos nomeados para participar no livro Algarve Maior, do jornal Postal do Algarve, onde foram reveladas as personalidades e entidades mais destacadas da região nos últimos 23 anos.
Em Agosto de 2013, organizou a exposição de pintura digital Bela Mandil Revisitado, na Junta de Freguesia de Pechão. Esta exposição teve como tema o futuro da freguesia do ponto de vista da sustentabilidade, preservando a sua natureza rural. Também trabalhou como ilustrador, tendo colaborado no livro de poemas Brilho de Valdir Rodrigues da Silva, lançado em 2016, e na antologia 7 Contos Ilustr.s, onde foram reunidos contos de vários escritores algarvios, e que foi publicado em 2015.
Em 2011, comissariou uma exposição de desenhos do poeta António Ramos Rosa na Biblioteca Municipal de Faro. Em Novembro de 2013, participou na iniciativa Literatura no Monte, organizada na unidade de turismo rural Monte do Malhão, em Castro Marim, que reuniu um grande número de escritores, poetas e outros artistas do Algarve. José Bívar fez uma retrospectiva do ambiente cultural e literário da região, tendo recordado as personalidades e locais mais marcantes da cultura algarvia nas últimas décadas do século XX. Em 12 de Junho de 2014, foi um dos oradores na cerimónia de apresentação da obra As Minhas Viagens – Experiências Vividas de Luís Nadkarni, no Museu Municipal de Faro. Em Novembro desse ano, apresentou o livro O Pianista e a Cantora de Fernando Pessanha, na Biblioteca Municipal de Olhão. Em 27 de Janeiro de 2019, foi um dos oradores durante a cerimónia de comemoração dos 154 anos do nascimento de Tomás Cabreira e do nono aniversário da Associação Cívica Tomás Cabreira, em Portimão. Em Maio de 2021, foi o comissário pelo lado português da exposição Paisagens Ibéricas, na galeria Be.Tween, em Faro. Em Junho desse ano foi um dos apresentadores da 12.ª edição da revista cultural Esfera, dedicada ao artista José Sidónio de Almeida, na Galeria Artistas do Algarve / BeTween, em Faro.